# Rozdilna
Rozdilna (en ucraniano: Роздільна, romanizado: ramal) es una ciudad ucraniana perteneciente al óblast de Odesa. Situada en el suroeste del país, es el centro del raión de Rozdilna y centro del municipio (hromada) homónimo.

## Toponimia
En todos los idiomas de importancia local, el asentamiento se conoce con el nombre de Razdélnaya (en ruso: Раздельная).  

## Geografía
Rozdilna está situada 65 km al noroeste de Odesa.

### Clima
| Parámetros climáticos promedio de Rozdilna (1981-2010) | Parámetros climáticos promedio de Rozdilna (1981-2010) | Parámetros climáticos promedio de Rozdilna (1981-2010) | Parámetros climáticos promedio de Rozdilna (1981-2010) | Parámetros climáticos promedio de Rozdilna (1981-2010) | Parámetros climáticos promedio de Rozdilna (1981-2010) | Parámetros climáticos promedio de Rozdilna (1981-2010) | Parámetros climáticos promedio de Rozdilna (1981-2010) | Parámetros climáticos promedio de Rozdilna (1981-2010) | Parámetros climáticos promedio de Rozdilna (1981-2010) | Parámetros climáticos promedio de Rozdilna (1981-2010) | Parámetros climáticos promedio de Rozdilna (1981-2010) | Parámetros climáticos promedio de Rozdilna (1981-2010) | Parámetros climáticos promedio de Rozdilna (1981-2010) |
| Mes                                                    | Ene.                                                   | Feb.                                                   | Mar.                                                   | Abr.                                                   | May.                                                   | Jun.                                                   | Jul.                                                   | Ago.                                                   | Sep.                                                   | Oct.                                                   | Nov.                                                   | Dic.                                                   | Anual                                                  |
| ------------------------------------------------------ | ------------------------------------------------------ | ------------------------------------------------------ | ------------------------------------------------------ | ------------------------------------------------------ | ------------------------------------------------------ | ------------------------------------------------------ | ------------------------------------------------------ | ------------------------------------------------------ | ------------------------------------------------------ | ------------------------------------------------------ | ------------------------------------------------------ | ------------------------------------------------------ | ------------------------------------------------------ |
| Temp. máx. media (°C)                                  | 0.5                                                    | 2.2                                                    | 7.7                                                    | 15.5                                                   | 22.2                                                   | 25.7                                                   | 28.2                                                   | 27.9                                                   | 21.9                                                   | 15.2                                                   | 7.3                                                    | 2.0                                                    | 14.7                                                   |
| Temp. media (°C)                                       | -2.4                                                   | -1.4                                                   | 3.1                                                    | 9.9                                                    | 16.1                                                   | 19.8                                                   | 22.2                                                   | 21.7                                                   | 16.1                                                   | 10.1                                                   | 3.8                                                    | -0.8                                                   | 9.9                                                    |
| Temp. mín. media (°C)                                  | -4.8                                                   | -4.3                                                   | -0.2                                                   | 5.5                                                    | 10.8                                                   | 14.6                                                   | 16.9                                                   | 16.4                                                   | 11.4                                                   | 6.4                                                    | 1.1                                                    | -3.2                                                   | 5.9                                                    |
| Precipitación total (mm)                               | 30.3                                                   | 31.4                                                   | 30.0                                                   | 31.8                                                   | 40.4                                                   | 66.0                                                   | 63.3                                                   | 45.6                                                   | 54.3                                                   | 36.9                                                   | 37.7                                                   | 35.2                                                   | 502.9                                                  |
| Días de precipitaciones (≥ 1.0 mm)                     | 6.3                                                    | 6.3                                                    | 5.9                                                    | 6.2                                                    | 6.8                                                    | 7.6                                                    | 6.8                                                    | 4.4                                                    | 5.3                                                    | 4.7                                                    | 5.8                                                    | 6.2                                                    | 72.3                                                   |
| Humedad relativa (%)                                   | 84.0                                                   | 80.8                                                   | 75.8                                                   | 67.4                                                   | 64.5                                                   | 66.2                                                   | 63.3                                                   | 61.8                                                   | 69.5                                                   | 76.3                                                   | 83.9                                                   | 85.4                                                   | 73.2                                                   |
| Fuente: World Meteorological Organization              |                                                        |                                                        |                                                        |                                                        |                                                        |                                                        |                                                        |                                                        |                                                        |                                                        |                                                        |                                                        |                                                        |

## Historia
Rozdilna fue fundado en 1863 como un asentamiento alrededor de una estación de ferrocarril, que se construyó aquí como parte de la construcción de la línea ferroviaria Krasné-Odesa, con un ramal a Besarabia (línea ferroviaria Rozdilna-Iași). 
En 1926, Rozdilna se convirtió en parte del raión de Yanivka. El 15 de septiembre de 1930, la gobernación de Odesa fue liquidada, los distritos quedaron bajo la autoridad directa de las autoridades centrales, el raión de Yanivka pasó a llamarse raión de Rozdilna y el centro se trasladó de Yanivka a Rozdilna. En 1938, se le concedió el estatus de asentamiento urbano.
Durante la Segunda Guerra Mundial, Rozdilna estuvo ocupada por el reino de Rumanía como parte de la gobernación de Transnistria entre el 10 de agosto de 1941 y el 4 de abril de 1944, recibiendo el nombre de Razdelnaia.
En 1957 se le concedió a Rozdilna el estatus de ciudad. En septiembre de 1980, cuando se fusionaron las estaciones Rozdilna I y Rozdilna-Sortuvalna, la estación recién creada se incluyó en la lista de las 100 estaciones más importantes de la URSS. El 18 de noviembre de 2003 se inauguró una nueva y moderna estación.

## Demografía
La evolución de la población de Rozdilna entre 1939 y 2022 fue la siguiente:
| 2700                                                          | 9572 | 13 909 | 15 928 | 17 995 | 17 754 | 17 931 | 17 995 | 17 954 | 17 858 | 17 441 |
| (Fuente: Cities & Towns of Ukraine y UKRAINE: Größere Städte) |      |        |        |        |        |        |        |        |        |        |

Según el censo de 2001, la lengua materna de la mayoría de los habitantes, el 66,67%, es el ucraniano; del 31,68% es el ruso.

## Infraestructura

### Transporte
Aquí se encuentra la estación de cruce del ferrocarril de Odesa, que es un cruce del corredor de transporte internacional. Asimismo, por la ciudad pasa la carretera territorial T-1618.

## Galería

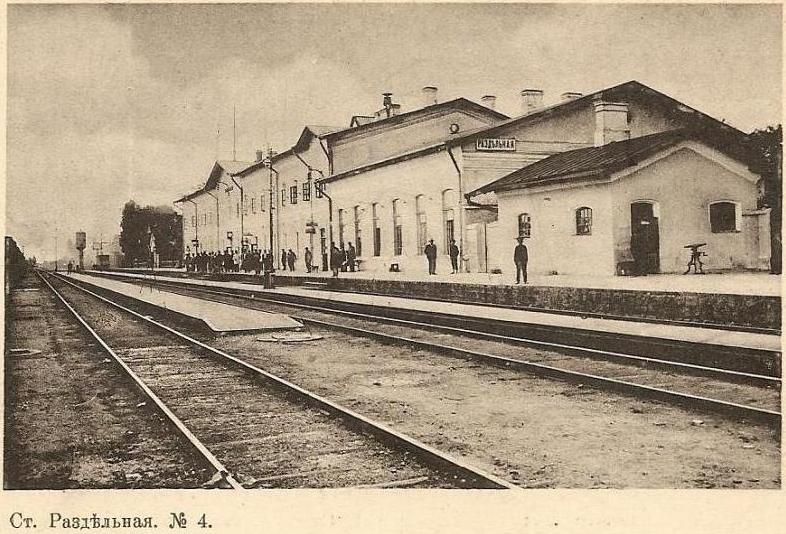
Estación de Rozdilna en 1914
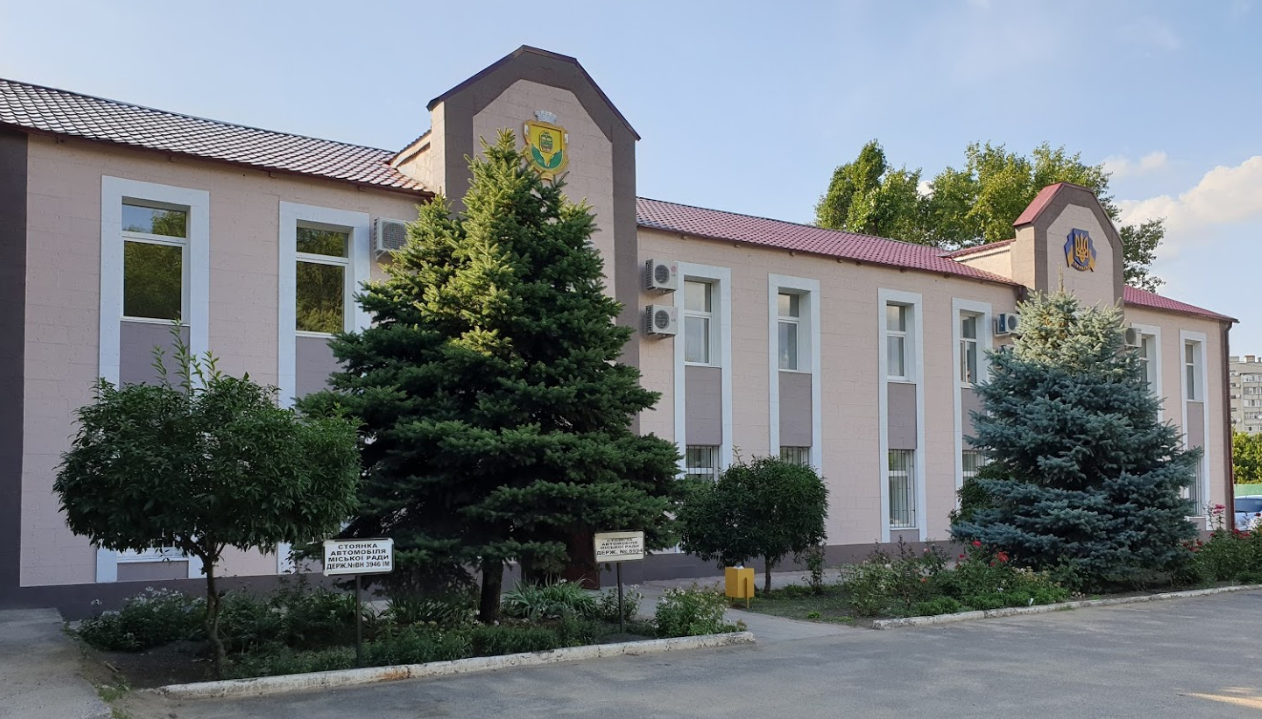
Ayuntamiento de Rozdilna
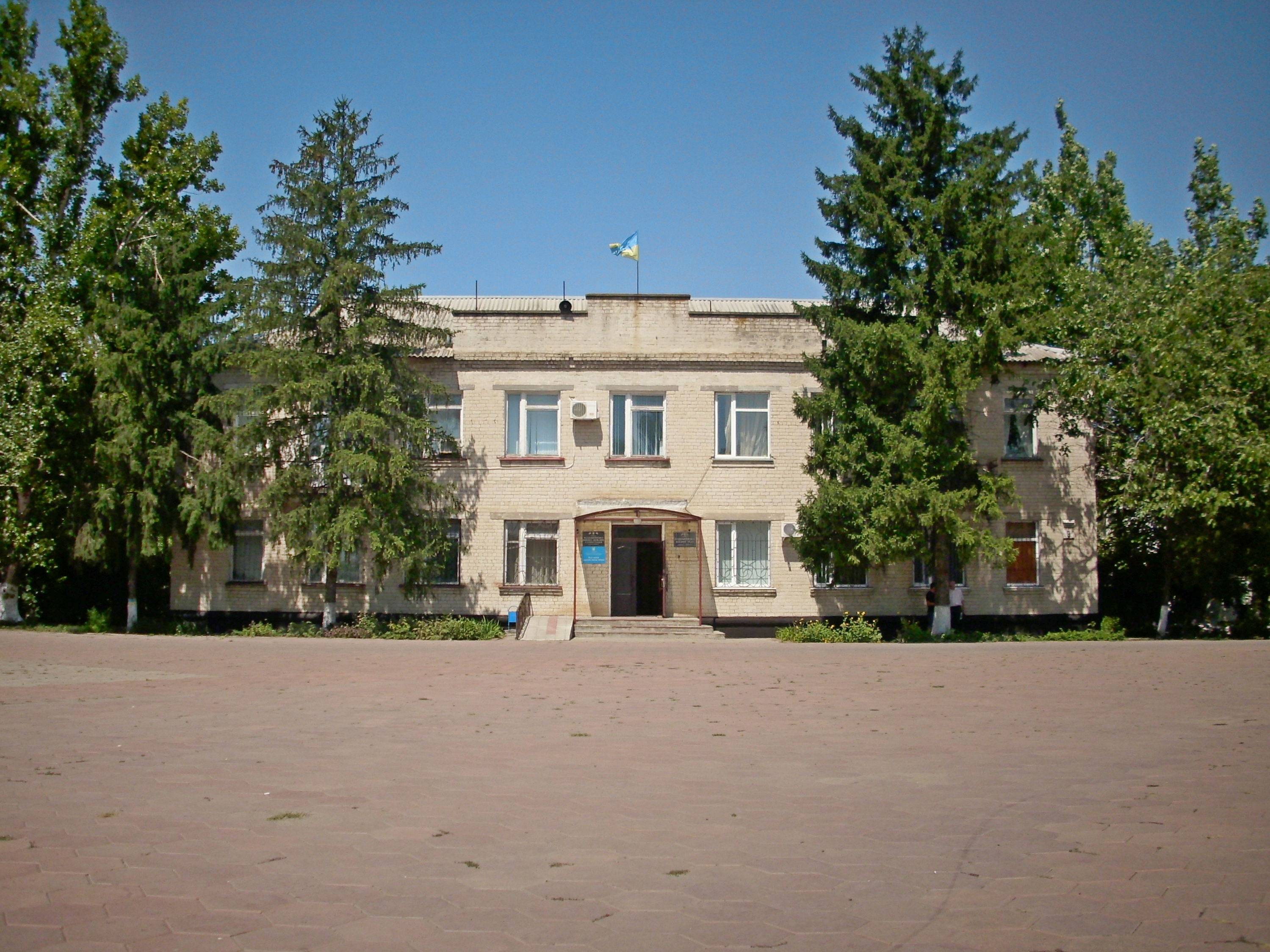
Edificio administrativo del raión
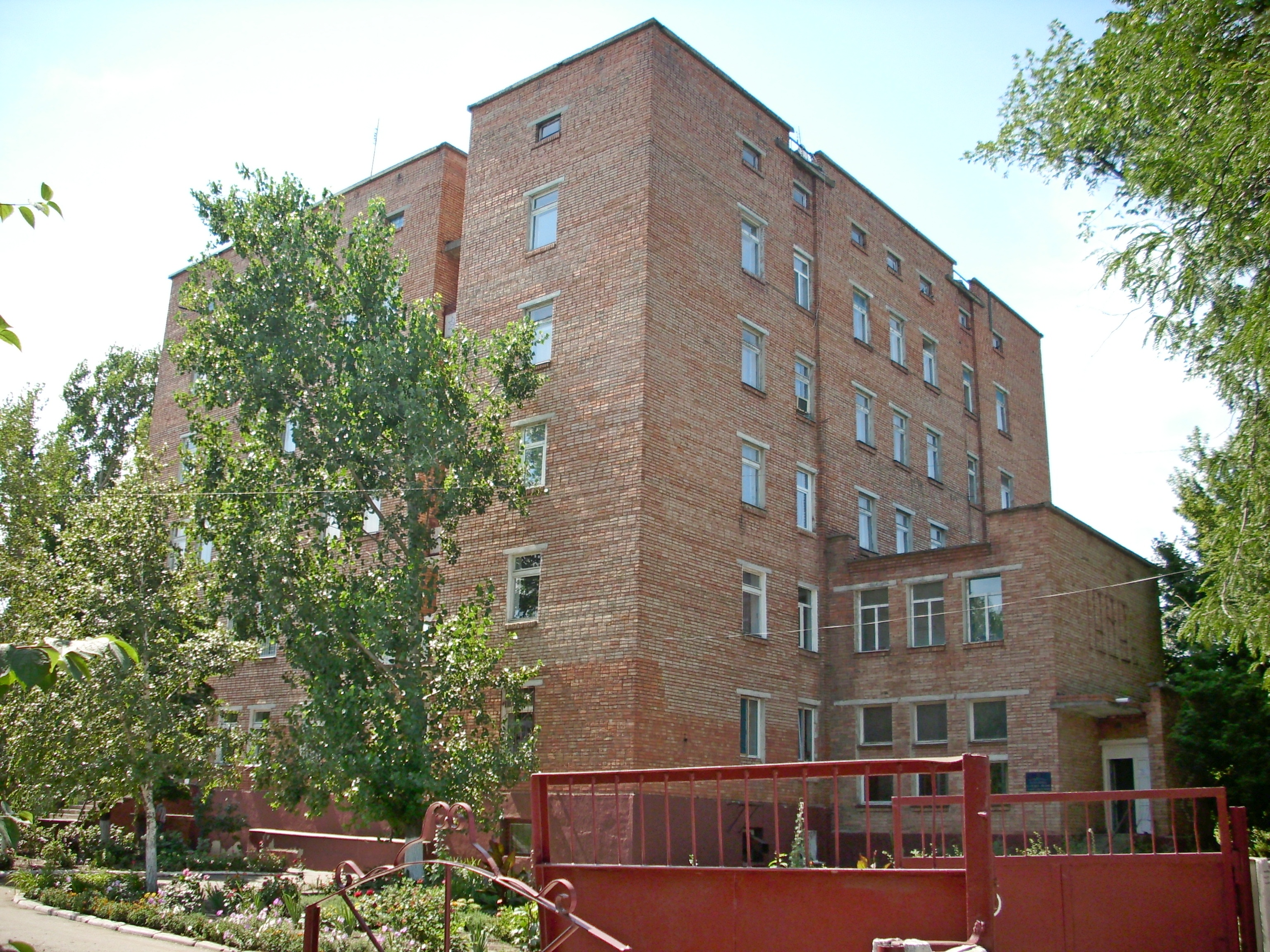
Hospital ferroviario de Rozdilna